# Kwas cerotynowy
Kwas cerotowy, kwas heksakozanowy – organiczny związek chemiczny z grupy nasyconych kwasów tłuszczowych. Jest białym, krystalicznym ciałem stałym. Występuje w wosku pszczelim oraz karnaubie.